# 김종판
김종판(1970년 1월 29일~)은 대한민국의 휠체어 컬링 선수이다.